# Verzorgingsplaats Aalburgen
Verzorgingsplaats Aalburgen is een Nederlandse verzorgingsplaats, gelegen aan de A12 Beek-Den Haag tussen afritten 29 en 28 nabij Zevenaar. Het is een erg eenvoudige parkeerplaats met twee parkeerstroken en als enige voorziening een aantal picknicktafels.
Deze verzorgingsplaats ligt in het poldergebied, het Duivense Broek, een komkleigebied dat pas na de bedijking van 1328 geleidelijk aan in cultuur is gebracht. In de loop van de zeventiende eeuw is dit gebied stukje bij beetje ingepolderd. Momenteel dient dit poldergebied als overloopgebied, wanneer de gemalen en watergangen bij extreem hoog water de situatie niet meer zouden aankunnen. De naam heeft deze verzorgingsplaats te danken aan een van de polders in dit gebied: Aalburgen. Je komt de naam nog tegen in de plaats Lage Aalburgen. Dit gehucht is onderdeel van de gemeente Duiven. De weg net ten noorden van de A12 heet ook Lage Aalburgerweg.
Aan de andere kant van de snelweg ligt even verderop verzorgingsplaats Oudbroeken.
Richting Beek:
De Andel · 
Bijleveld · 
De Forten · 
Bloemheuvel · 
De Buunderkamp · 
Oudbroeken · 
Bergh
Richting Den Haag:
Bergh · 
Aalburgen · 
De Schaars · 
't Ginkelse Zand · 
Oudenhorst · 
Hellevliet · 
Bodegraven · 
Knorrestein